# Letur
Letur – gmina w Hiszpanii, w prowincji Albacete, w Kastylii-La Mancha, o powierzchni 263,56 km². W 2011 roku gmina liczyła 1074 mieszkańców.